# Aritranis regalis
Aritranis regalis är en stekelart som beskrevs av Schwarz 2005. Aritranis regalis ingår i släktet Aritranis och familjen brokparasitsteklar. Inga underarter finns listade.